# Riu Corrib
El Riu Corrib (en irlandès gaèlic -Gaillimh / Abhainn na Gaillimhe) és un riu que es troba a l'oest d'Irlanda i té el seu curs entre el Loch Coirib / Llac Corrib i la badia de Galway, on desemboca després de travessar la ciutat de Galway. El riu recorre tan sols sis quilòmetres entre el llac i el mar, pel que acostuma a dir-se que és el més curt d'Europa.
N'hi ha qui defensa que el nom correcte del riu seria riu Galway (de Gaillimh). En gaèlic se l'anomena de vegades An Ghaillimh ("el Galway") i també Abhainn na Coiribe. La llegenda que compta el perquè del nom del riu diu que porta el nom per Gailleamh, la filla d'un cabdill que es va ofegar al riu. Es creu que la paraula Gaillimh significa pedregós, en el sentit de "riu pedregós". Segons una llegenda incorrecta, la ciutat prendria el seu nom de la paraula Gallaibh, "forasters" i.e. "la ciutat dels forasters", mentre que de fet el nom Gaillimh es va aplicar primer al riu i després a la ciutat. L'assentament de Galway es va nomenar originàriament Dún Bhun na Gaillimhe, o "la ciutat del final del (riu) Galway".
El riu va donar el seu nom al poblat, que va créixer fins a convertir-se en ciutat, i des de 1570 la ciutat va donar nom al comtat.